# Espejo infinito

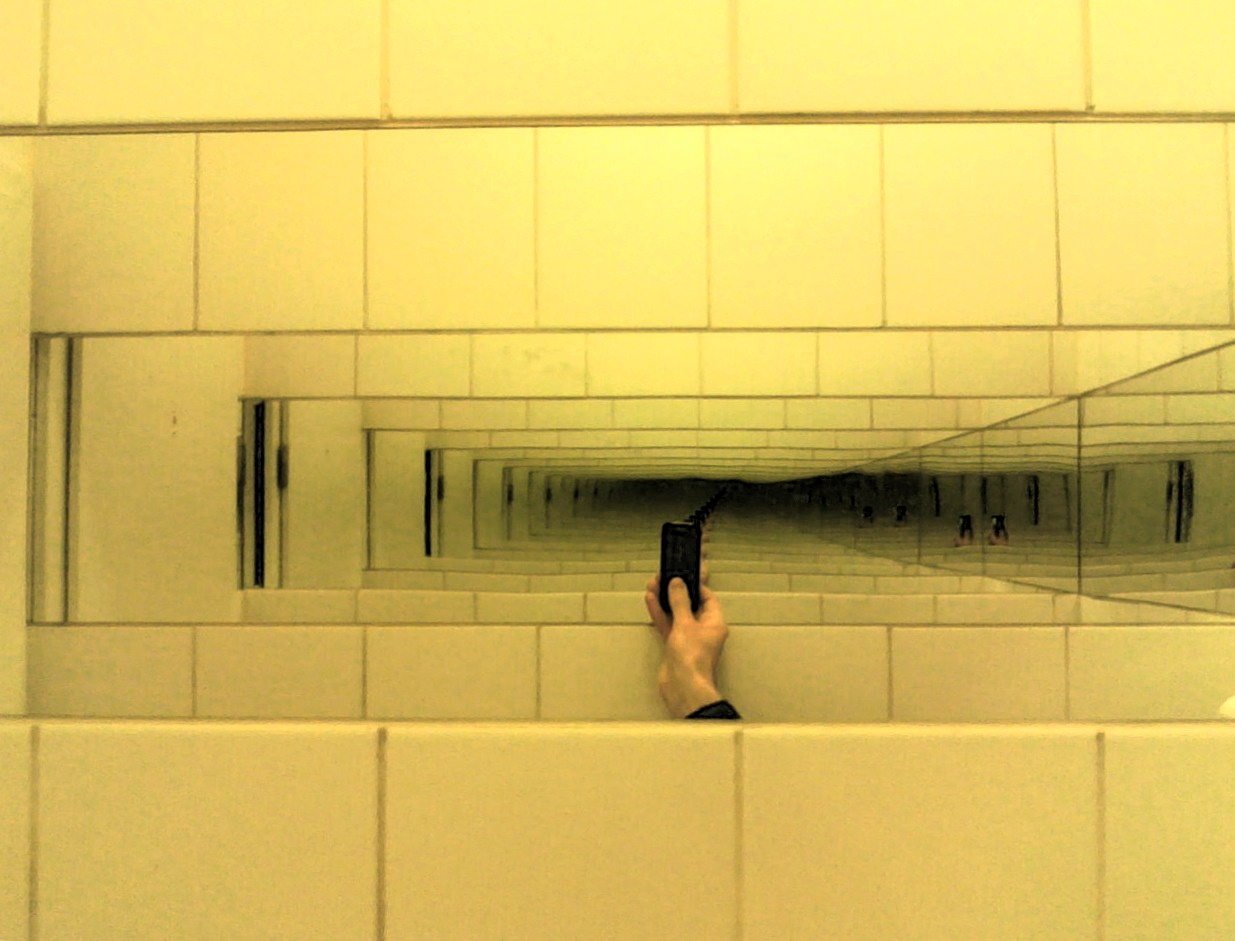
Un efecto de espejo infinito visto entre dos espejos

El espejo infinito es un par de espejos paralelos que crean una serie de reflejos cada vez más pequeños, que a su vez retroceden hacia una distancia virtual infinita.

## Definición

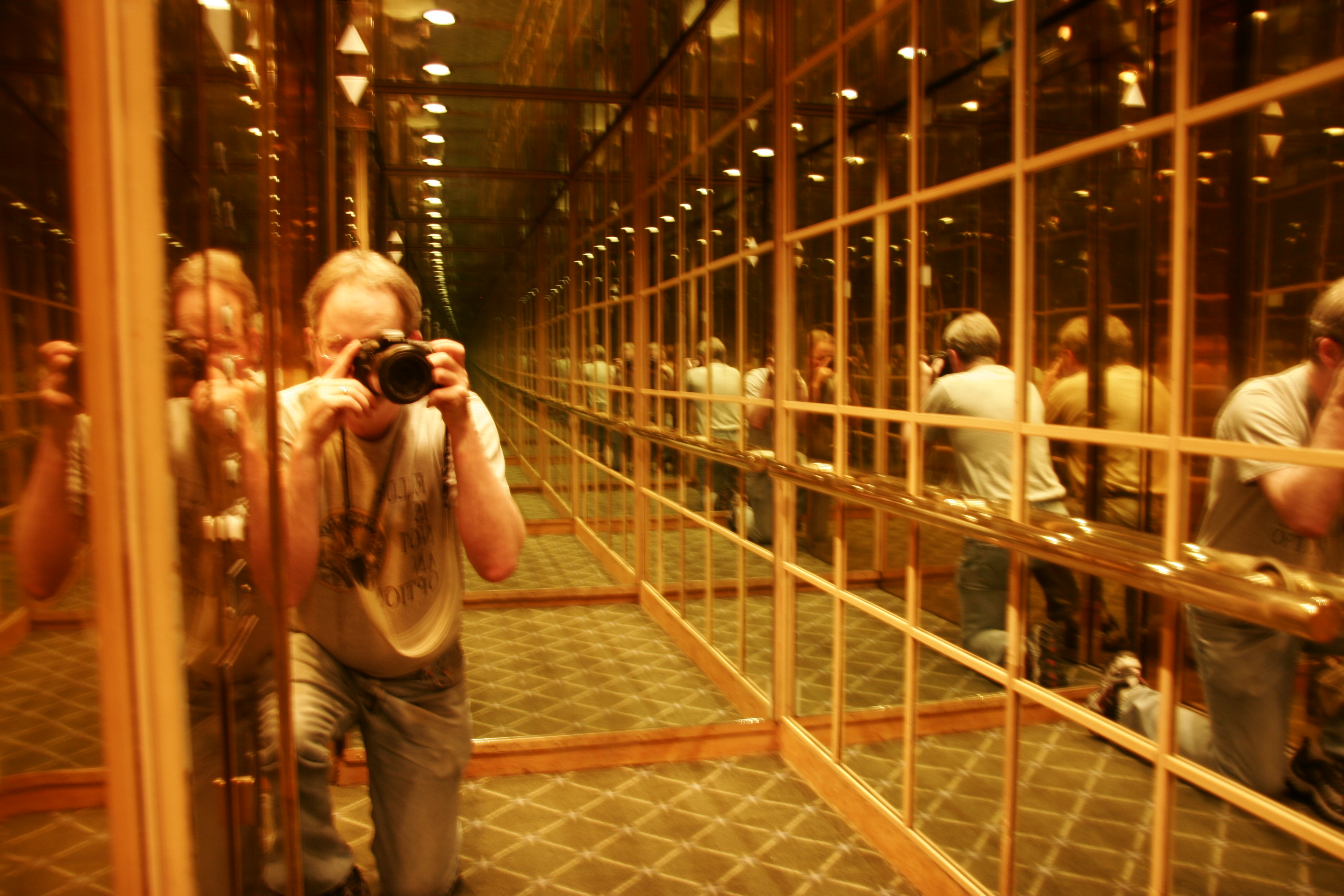
Un efecto espejo infinito visto por un fotógrafo

En un espejo infinito convencional, es una serie de luces LED u otras luces de fuente localizada se colocan alrededor de la zona de un espejo completamente reflectante, y un segundo «espejo unidireccional» parcialmente reflectante se coloca a una corta distancia adelante, alineada de forma paralela. Cuando un observador externo mira la superficie del espejo semireflectante, las luces parecen retroceder hasta el infinito, generando la apariencia de un túnel de gran profundidad de luz.
Alternativamente, este efecto también puede verse cuando un observador se coloca entre dos espejos paralelos totalmente reflectantes, como en algunos vestuarios, baños públicos, algunos ascensores o una sala de espejos. Una versión más débil de este efecto puede verse entre dos superficies reflectantes paralelas, como las paredes de vidrio. El vidrio semireflectante produce esta sensación, atenuada por el ruido visual de las vistas a lo largo del vidrio hacia el entorno que lo rodea.

## Efecto
El efecto de espejo infinito se genera siempre que hay dos superficies reflectoras paralelas que pueden hacer rebotar un haz de luz hacia adelante y hacia atrás un número indeterminado (en teoría infinito) de veces. Las reflexiones parecen alejarse en la distancia porque la luz en realidad recorre la distancia que parece estar recorriendo.
Por ejemplo, en un espejo infinito de dos centímetros de grosor, con las fuentes de luz a la distancia del recorrido, la luz de la fuente comienza a recorrer un centímetro. El primer reflejo se desplaza un centímetro hacia el retrovisor y luego, dos centímetros hacia y a través del retrovisor frontal, un total de tres centímetros. El segundo reflejo viaja dos centímetros desde el espejo frontal hasta el espejo trasero, y de nuevo dos centímetros desde el espejo trasero hasta, y a través del espejo frontal, un total de cuatro centímetros, más el primer reflejo (que son tres centímetros) lo que hace que el segundo reflejo esté a siete centímetros de distancia del espejo frontal. Cada reflejo sucesivo incrementa otros cuatro centímetros en total (el tercer reflejo aparece a once centímetros de profundidad, el cuarto a quince centímetros y así sucesivamente)
Cada reflejo adicional incrementa la longitud al camino que la luz debe ir antes de salir del espejo. Si los espejos no son precisamente paralelos, en su lugar están inclinados en un ángulo agudo, el "túnel visual" se percibirá de forma curvada (hacia un lado) a medida que se aleja hacia el infinito.
Cuando se estudia utilizando los principios de la óptica geométrica, una serie de imágenes repetidas forma una superficie de revolución infinita conocida como el Cuerno de Gabriel, o Cuerno de Torricelli, nombrada por el matemático italiano Evangelista Torricelli, quien la estudió inicialmente. En teoría, dicha superficie es infinita, pero deja un volumen finito.